# اندور للتكنولوجيا
شركة أندور للتكنولوجيا المحدودة (بالإنجليزية: Andor Technology Ltd)‏ شركة تكنولوجية تعمل على تطوير تقنيات الكاميرات الرقمية العلمية وأجهزة القياسات البصرية عالية الكفاءة، تندرج حالياً كشركة فرعية تابعة لمجموعة أكسفورد للمعدات [الإنجليزية] بعد أن إشترتها الأخيرة بمبلغ (176£ مليون جنيه إسترليني) في ديسمبر 2013، يقع مقر الشركة في أيرلندا الشمالية مدينة بلفاست، تنتشر مكاتبها في دول مختلفة منها اليابان والصين وسويسرا والولايات المتحدة.

## الخلفية
إنطلقت نواة شركة أندور من قبل الدكتور هيو كورميكان، والدكتور دونال دينفير، والسيد مايك برينغل(أ) في منتصف ثمانينيات القرن الماضي أثناء دراستهم العليا في جامعة الملكة في بلفاست حول إنتاج كاميرا رقمية عالية الحساسية لإستخدامها في بحثهم حول الليزر، لاحقاً تم تحويل هذه الكاميرا الجديدة إلى منتج تجاري وتم تأسيس شركة أندور لتصنيع وتطوير الكاميرات لأغراض البحث العلمي كشركة ناشئة منبثقة عن جامعة الملكة عام 1989، في ديسمبر 2004 تم إدراج الشركة في سوق الإستثمار البديل [الإنجليزية] في سوق لندن للأوراق المالية لتستقل عن الجامعة.

## الخدمات
تقدم الشركة العديد من المنتجات والحلول التكنولوجيا في مجالات البحوث العلمية البصرية، قدمت الشركة أول كاميرا من نوع EMCCD(ب) باسم DV465 في 2001 وحصلت بها على «جائزة دائرة البصريات للتميز» المقدمة من شركة لورين للتحرير لأفضل 25 من المنتجات الجديدة الأكثر إبتكاراً من الناحية التقنية لذلك العام.
تطور الشركة سلاسل مختلفة من الكاميرات لأغراض الدراسات المجهرية والبحوث الفلكية وبحوث البلازما والليزر بالإضافة إلى أجهزة التحليل الطيفي التي تستخدم في بحوث مثل مطيافية رامان وعلم المواد، مع عدد من البرامج الحاسوبية الساندة، كما وتقدم حلول تكنولوجية مختلفة في مجال البصريات الإلكترونية لإحتوائها على قسم خاص بالبحث والتطوير.

### أهم منتجاتها
- كاميرات iXon من نوع EMCCD: سلسلة من الكاميرات التي تنتجها وتطورها الشركة تتميز بحساسية عالية جداً تصل حتى فوتون واحد ودقة صور مرتفعة ومعدل إطارات كبير، تستخدم في مختلف البحوث العلمية المجهرية والفيزيائية والفلكية.[5]
- كاميرات sCMOS: سلسلة من الكاميرات المثالية للقياسات العلمية الكمية، تتميز بإمتلاكها متحسسات ميغابيكسل متعددة وحقل رؤية واسع ودقة صور مرتفعة بكفاءة عالية مع عدم تأثرها بالتشويش والضوضاء.[6]

- كاميرات iKon من نوع CCD: سلسلة كاميرات مسح بطيء حساسة للطيف المرئي وطيف الأشعة تحت الحمراء القريبة، تتميز بحقل رؤية واسع حتى 16.8 ميغابيكسل، يمكن تبريدها حتى درجة حرارة °100- مئوية للتخلص من الضوضاء، تستخدم في إكتشاف الكواكب الخارجية والتحليل الطيفي الفلكي ودراسة الغازات الكمومية.[7]
- كاميرات التحليل الطيفي: مجموعة مختلفة من الكاميرات يتم تطويرها لتعمل على تحسس الأطوال الموجية من الأشعة فوق البنفسجية وحتى الأشعة تحت الحمراء، تملك مدى واسع من الحساسية يمتد من فوتون واحد حتى فيض كثيف من الفوتونات وسرعة إلتقاط يمكن ضبطها من نانو-ثانية وحتى الساعات لتستخدم في بحوث مختلفها منها بحوث الكيمياء وعلم المواد والمطيافية اللاخطية والبحوث الطبية وبحوث البلازما وغيرها، منها كاميرات iNewton وiStar وiDus.[8]
- كواشف الطاقة العالية: كاميرات تم تطويرها لتحسس وكشف الأشعة السينية والأشعة فوق البنفسجية عالية الطاقة بالإضافة إلى كواشف للإلكترونات والنيوترونات، تتميز بدقة عالية وإمكانية على التبريد الفراغي لتقليل الضوضاء، تستخدم في الأغراض الطبية وبحوث علم المواد والمطيافية والتصوير المجهري ثلاثي الأبعاد بالإضافة إلى تطبيقات هندسية.[9]
- معدات تصوير بأطوال موجية ممتعددة: أنظمة تستعمل في التصوير وتحليل الصور العادية والمجهرية منها Optosplit وTuCam.[10]
- أجهزة مطياف وتصوير طيفي ومحفزات ضوئية: منها MicroPoint وMosaic وMechelle Spectograph.
- أنظمة تصوير مجهرية عالية الدقة متعددة الأبعاد: مثل Dragonfly CMS.
- أنظمة وبرامج حاسوبية ومكتبات برمجية ساندة.

## أبرز الإستخدامات

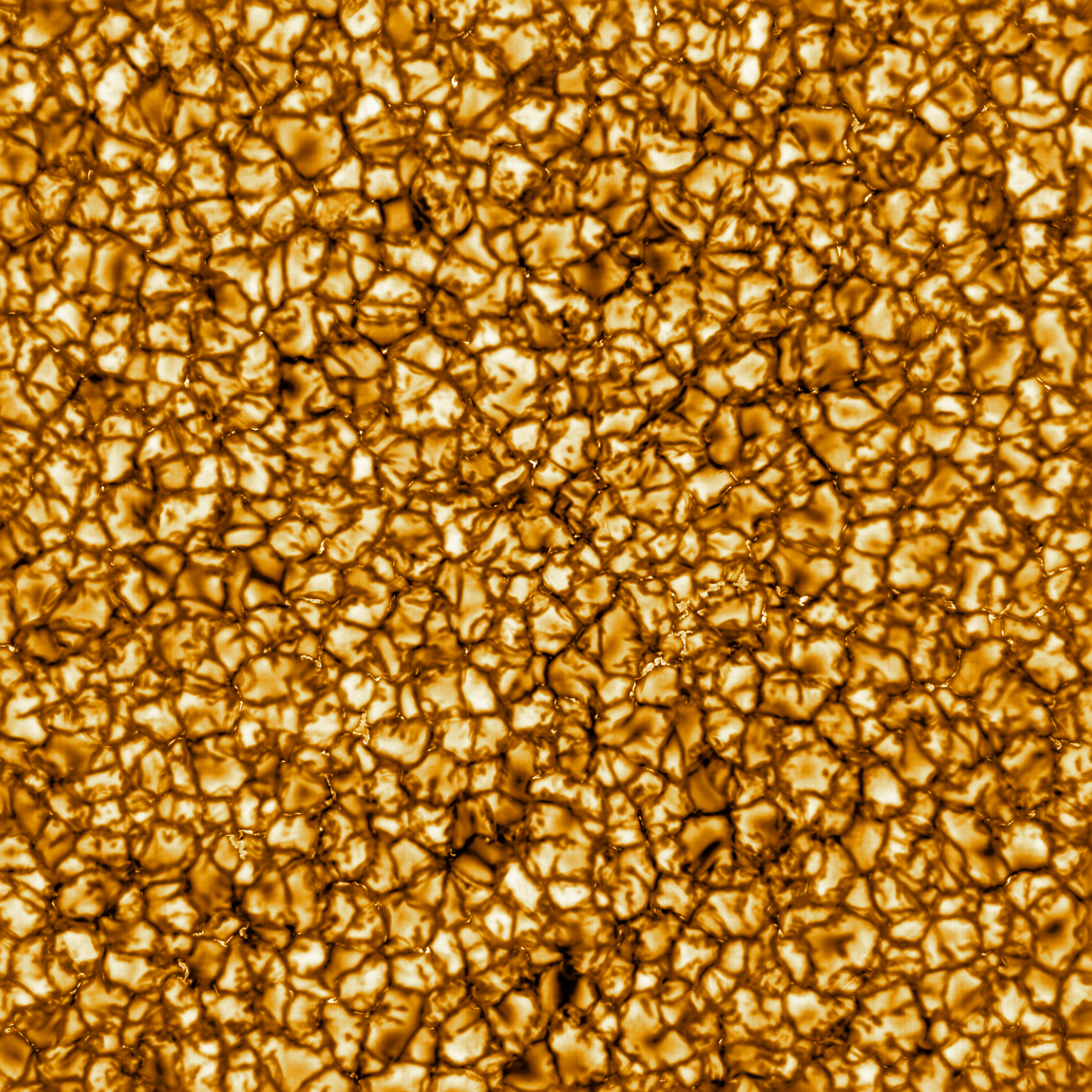
أوضح صورة ملتقطة لسطح الشمس، بإستخدام كاميرا من إنتاج شركة أندور.

- أستخدمت كاميرا "Zyla sCMOS" لتصوير حفر الإصطدامات على سطح القمر بربطها إلى تسلكوب مشروع نيليوتا لمراقبة القمر.[11]
- أستخدمت كاميرا "Balor sCMOS" بربطها إلى تلسكوب إنويي الشمسي في هالياكالا، هاواي لإلتقاط صورة عالية الدقة لسطح الشمس في 2020 والتي تعتبر أوضح صورة حالياً.[12]
- أستخدمت كاميرا "iXon" لإكتشاف نظام أقزام بيضاء كسوفي مزدوج المسمى ZTF J153932.16+502738.8.[13]
- تم استخدام إصدار خاص من كاميرا "iXon" في مرصد صوفيا المحمل على طائرة في إكتشاف جزيئات الماء على سطح القمر عام 2020.[14]

## هامش
أ: تعريب لفظي للأسماء (Dr. Hugh Cormican وDr. Donal Denvir وMr. Mike Pringle).
ب: (جهاز إقتران الشحنة بمضاعفة الإلكترونات؛ Electron-Multiplying Charge-Coupled-Device).

## طالع أيضًا
- مطيافية
- مطيافية الأشعة تحت الحمراء
- مطيافية فلكية
- تصوير رقمي
- علم الفلك الرصدي
- تلسكوب بصري